# Nathan Rosenberg
Nathan Rosenberg (* 22. November 1927; † 24. August 2015 in Palo Alto, Kalifornien) war ein US-amerikanischer Wirtschaftswissenschaftler und -historiker.

## Werdegang, Forschung und Lehre
Rosenberg graduierte 1955 als Ph.D. an der University of Wisconsin. Es folgten Lehraufträge bis 1957 an der Indiana University, bis 1961 an der University of Pennsylvania und bis 1964 an der Purdue University. 1967 folgte er einem Ruf der Harvard University, kehrte aber zwei Jahre später an die University of Wisconsin zurück. 1974 ging er an die Stanford University. 
Rosenberg setzt sich in seiner Arbeit einerseits mit den ökonomischen Konsequenzen aus dem technischen Wandel und andererseits mit der ökonomischen Rolle der Wissenschaften auseinander. Insbesondere in Zusammenarbeit mit L.E. Birdzell entwickelte er in den 1980er Jahren eine Theorie zur Beschreibung der Ursachen der Industriellen Revolution, in der erläutert wird, warum die Industrielle Revolution von Westeuropa ausging.
1981 wurde er in die American Academy of Arts and Sciences aufgenommen. 1996 wurde er mit der Leonardo da Vinci Medal ausgezeichnet.
Rosenberg starb am 24. August 2015 im Alter von 87 Jahren in Palo Alto.

## Werke
Die folgende Auflistung gibt eine Auswahl von Rosenberg veröffentlichter Bücher wieder, zudem hat sie zahlreiche Zeitschriftenartikel und Arbeitspapiere verfasst.
- How the West Grew Rich mit L.E. Birdzell, 1986
- Exploring the Black Box, 1994
- Paths of Innovation mit David Mowery, 1998
- Schumpeter and the Endogeneity of Technology, 2001